# 明徳義塾対横浜 (第80回全国高等学校野球選手権大会準決勝)
明徳義塾対横浜（第80回全国高等学校野球選手権大会準決勝）（めいとくぎじゅくたいよこはま（だい80かいぜんこくこうとうがっこうやきゅうせんしゅけんたいかいじゅんけっしょう））は、1998年8月21日に阪神甲子園球場で行なわれた第80回全国高等学校野球選手権大会の準決勝、高知代表明徳義塾と東神奈川代表横浜の試合である。前日のPL学園対横浜延長17回の余韻が冷めやらぬ中で、横浜は6点差からの逆転試合を演じ決勝に進出した。

## 試合内容
横浜高校はこの試合の前日に行われたPL学園との準々決勝では延長17回、9対7で競り勝ったものの、250球を投げ完投した松坂大輔は翌日の準決勝を疲労回復のために温存して戦わなければならなくなった。実際、松坂自身は試合後のインタビューで「明日は投げません」と自らコメントしていた。
一方の明徳義塾高校は、前の準々決勝では同年の選抜大会の準優勝校・関西大学第一高校を大差で破っており、この試合に勝てば「同年の選抜大会の決勝戦進出校を両校撃破」という記録がかかっていた。
この準決勝で松坂は先発登板せず、右腕にテーピングをして、左翼手の守備についた。その松坂の代わりの投手は、二人の2年生（袴塚健次・斉藤弘樹）だったが、明徳義塾の先頭打者・藤本敏也にサイクル安打を許すなど、袴塚は4回2/3で10被安打4失点、斉藤も3回1/3で4被安打2失点と、二人共に明徳義塾の強力打線につかまった。二人の投手を援護したかった横浜の打線も不発で、明徳義塾の寺本四郎の前に7回まで3安打無得点と抑えられていた。8回表終了時点では6-0で明徳義塾がリードし、横浜監督の渡辺元智も、この時に横浜ナインに対して「残りの2イニングでひっくり返すのは難しい。もう後はお前たちの好きな様に、思いっきり甲子園を楽しんでみろ!」と告げていた。
8回裏無死から横浜は先頭打者の加藤重之が明徳義塾の遊撃手の失策による出塁をきっかけに反撃を開始し、その後後藤武敏と松坂が適時打を打ち2得点。明徳義塾は寺本から、高橋一正に投手を交替した後に2死を取ったものの、高橋の暴投で1得点、そして代打・柴武志の適時打で1得点と重ねて、この回一挙4点を奪った。9回表に横浜は松坂が登板し、明徳義塾の打者3人（三振、四球、併殺打）に対し15球の無失点で切り抜けた。球速は最高で146km/hを記録している。この松坂登板について渡辺監督は『この点差を逆転するのはほぼ絶望的、どうせなら最高のメンバーで甲子園を去ろう』という考えで登板させたと後年テレビ出演の際に語った。
9回裏の横浜は安打、犠打安打、犠打野選と続いて無死満塁とする。その絶好機から後藤が再びタイムリーを放って2得点を挙げ6-6の同点に追いついた。その後松坂が送りバントで1死2・3塁とし、小山良男が敬遠による出塁で1死満塁となる。明徳義塾は投手を高橋から再び寺本へと交替。次打者常盤良太は三振で、2死満塁となった横浜だが、その次の打者・柴の内野へのフラフラと上がった打球が、明徳義塾の二塁手のグローブを超え、センター方向へと転がり三塁走者が生還し横浜はサヨナラ勝利、決勝戦への進出が決まった。三塁走者が生還した瞬間、明徳義塾ナインはグラウンドに倒れ伏し、しばらく立ち上がることができなかった。試合後の整列挨拶の後に松坂は寺本に「お前たちのためにも明日は必ず優勝するから」と声をかけ、それに対して寺本は「優勝してくれ」と返答を返してベンチ前に急いだ。

### スコア
|          | 1 | 2 | 3 | 4 | 5 | 6 | 7 | 8 | 9  | R | H  | E |
| -------- | - | - | - | - | - | - | - | - | -- | - | -- | - |
| 明徳義塾 | 0 | 0 | 0 | 1 | 3 | 1 | 0 | 1 | 0  | 6 | 14 | 1 |
| 横浜     | 0 | 0 | 0 | 0 | 0 | 0 | 0 | 4 | 3x | 7 | 11 | 0 |

1. 明：寺本（7回）、高橋（1回1/3）、寺本（0回1/3）
2. 横：袴塚（4回2/3）、斉藤弘（3回1/3）、松坂（1回）
3. 本塁打
明：藤本（5回・ソロ）、谷口（5回・2ラン）
4. 審判
［球審］清水
［塁審］吉川・榎田・生越
5. 試合時間：2時間8分

### 出場選手
| 明徳義塾 | 明徳義塾 | 明徳義塾          |
| 打順     | 守備     | 選手              |
| -------- | -------- | ----------------- |
| 1        | [左]     | 藤本敏也（3年）   |
| 2        | [右]     | 津呂橋昌史（3年） |
| 3        | [三]     | 町中秀吉（3年）   |
| 4        | [投]一投 | 寺本四郎（3年）   |
| 5        | [中]     | 谷口和弥（3年）   |
| 6        | [二]     | 松元政樹（2年）   |
| 7        | [捕]     | 井上登志弘（2年） |
| 8        | [一]     | 村山真一（3年）   |
|          | 投一     | 高橋一正（3年）   |
| 9        | [遊]     | 倉繁一成（2年）   |

| 横浜 | 横浜   | 横浜              |
| 打順 | 守備   | 選手              |
| ---- | ------ | ----------------- |
| 1    | [中]   | 加藤重之（3年）   |
| 2    | [二]   | 松本勉（2年）     |
| 3    | [一]   | 後藤武敏（3年）   |
| 4    | [左]投 | 松坂大輔（3年）   |
| 5    | [捕]   | 小山良男（3年）   |
| 6    | [右]   | 小池正晃（3年）   |
|      | 打三   | 常盤良太（3年）   |
| 7    | [三]   | 山野井成仁（3年） |
|      | 三     | 斉藤清憲（3年）   |
|      | 打右   | 柴武志（3年）     |
| 8    | [投]   | 袴塚健次（2年）   |
|      | 投     | 斉藤弘樹（2年）   |
|      | 打左   | 堀雄太（3年）     |
| 9    | [遊]   | 佐藤勉（3年）     |